# Robert Walker
Robert Walker, de nom Robert Hudson Walker (Salt Lake City, Estats Units, 13 d'octubre de 1918 - Los Angeles, Califòrnia, Estats Units, 28 d'agost de 1951) va ser un cronista de ràdio i un actor estatunidenc.

## Biografia
Passa la major part de la seva infantesa i de la seva adolescència a Ogden City, Utah. És el més jove de quatre germans. La seva existència és difícil, els seus pares se separen sent molt jove. El 1932 el seu pare l'inscriu a l'Acadèmia Militar de San Diego, a Califòrnia, però demostra poc entusiasme per a la vida militar i segueix doncs els cursos de teatre per abraçar una carrera d'actor. Interpreta el seu primer paper a The other side, que s'emporta un premi universitari i converteix el jove Robert en una estrella del campus. Motivat per aquest èxit, deixa San Diego i accedeix el 1938 a l'Acadèmia d'arts dramàtique de Nova York.
El 1939 es casa la seva companya d'estudis Phyllis Isley, que esdevindrà més tard l'actriu Jennifer Jones. Després de diversos papers en pel·lícules d'èxit, Robert es posa a beure cada vegada més i està obligat a seguir una cura de desintoxicació durant diversos mesos, a Topeka, Kansas. Des de la seva sortida de la clínica el 1951, Robert Walker roda una pel·lícula My Son John dirigida per Leo McCarey, al costat de Helen Hayes, però torna a la beguda. Morirà prematurament el 28 d'agost de 1951 a Los Angeles, Califòrnia, d'una crisi cardíaca, però hi ha rumors que s'hauria suïcidat amb barbitúrics. El 4 de setembre és enterrat al cementiri d'Ogden City, Utah.

## Vida privada
- La seva germana: Anne McQuarrie Hatch
- Pare dels actors Robert Walker Jr. i Michael Walker
- Casat amb l'actriu Jennifer Jones de 1939 fins a 1945.
- El 1948, es casa amb Barbara Ford, la filla de John Ford, productor-director, però se separen cinc setmanes més tard, i obtenen una anul·lació del matrimoni.

## Filmografia
- 1937: Woman in Distress: Jones
- 1939: Winter Carnival: Wes
- 1939: These Glamour Girls: Col·legial
- 1939: Dancing Coed: Noi
- 1942: The Talk of the Town: Xèrif
- 1943: Bataan: Leonard Purckett
- 1943: Madame Curie: David Le Gros
- 1944: See Here, Private Hargrove: Marion Hargrove
- 1944: Since You Went Away: Caporal William G.
- 1944: Thirty Seconds Over Tokyo: David Thatcher
- 1945: The Clock: Joe Allen
- 1945: Her Highness and the Bellboy: Jimmy Dobson
- 1945: What Next, Corporal Hargrove?: Marion Hargrove
- 1946: The Sailor Takes A Wife: John Hill
- 1946: Till The Clouds Roll By: Jerome Kern
- 1947: The Beginning or the End: Jeff Nixon
- 1947: The Sea of Grass: Brock Brewton
- 1947: Passió immortal (Song of Love): Johannes Brahms
- 1948: One Touch of Venus: Eddie Hatch
- 1950: Please, Believe Me: Terence Keath
- 1950: The Skipper Surprised His Wife: William J. Lattimer
- 1951: Vengeance Valley: Lee Strobie
- 1951: Estranys en un tren (Strangers on a Train): Bruno Anthony
- 1952: My Son John: John Jefferson